# Promina
Promina (in italiano Promina o Promona, desueto) è un comune della Croazia di 1.317 abitanti della Regione di Sebenico e Tenin.

## Storia
Il comune sorge nel luogo ove esisteva la città di Promona. Sappiamo, infatti, che quando Gaio Giulio Cesare trascorreva l'inverno del 51/50 a.C. nella Gallia cisalpina, i Delmatae occuparono la città di Promona, costruita dai Liburni, i quali a loro volta chiesero l'aiuto dei Romani e dello stesso Cesare. Il proconsole delle Gallie e dell'Illirico inviò degli ambasciatori affinché la città di Promona fosse restituita ai Liburni. Ottenendone un netto rifiuto, inviò contro di loro un forte distaccamento del suo esercito, che venne totalmente distrutto dai Dalmati. Cesare non fu, però, in grado di intervenire nuovamente, poiché non poteva permettersi di intraprendere una nuova guerra, visto che le sue più grandi preoccupazioni erano rivolte a Roma, contro la fazione ostile degli optimates capeggiati da Catone e Pompeo. Una nuova guerra civile era ormai alle porte. Nel 34 a.C., Ottaviano rivolse la sua attenzione contro la potente tribù dei Delmatae, accompagnato o forse preceduto dal fidato Agrippa. I Dalmati, dopo il massacro delle cinque coorti al tempo di Aulo Gabinio e la sottrazione dei loro vexilla (48 a.C.), erano euforici per il successo conseguito, tanto da non aver deposto le armi per dieci anni. E quando Ottaviano avanzò contro di loro, fecero un comune accordo per darsi reciproco aiuto in guerra. Riuscirono così a raccogliere un esercito di più di 12.000 combattenti sotto un generale di nome Verzo (Versus), il quale per prima cosa occupò Promona e la fortificò, anche se si trovava in un luogo estremamente forte per la natura dove sorgeva. Si trattava infatti di una roccaforte di montagna, circondata da tutti i lati da colline appuntite come i denti di una sega. Ottaviano cominciò a disegnare un muro intorno all'intera città e la pose sotto assedio, fino a quando non capitolò..
Al termine delle campagne militari di Ottaviano in Illirico (35-33 a.C.), fu creata una fortezza a Promona lungo il nuovo limes romano.

## Località
Il comune di Promina è suddiviso nelle seguenti 11 frazioni (naselja):
- Bobodol
- Boghetich o Bogetić
- Čitluk (in italiano Citluch[7] o Ciclut[8])
- Ljubotić (Lubbotich[8])
- Lukar
- Matase
- Mratovo
- Oklaj
- Puljane
- Razvođe (Rasuagge[8])
- Suknovci